# Somme-Tourbe
Somme-Tourbe település Franciaországban, Marne megyében. Lakosainak száma 141 fő (2022. január 1.). Somme-Tourbe Saint-Jean-sur-Tourbe, La Croix-en-Champagne, Hans, Saint-Remy-sur-Bussy, Somme-Bionne és Somme-Suippe községekkel határos.

## Népesség
A település népessége az elmúlt években az alábbi módon változott:
| Lakosok száma | 157  | 136  | 153  | 126  | 148  | 145  | 143  | 140  | 140  | 141  |
|               | 1968 | 1982 | 1990 | 2006 | 2013 | 2015 | 2017 | 2019 | 2020 | 2022 |